# Боцьвінка (Гіжицький повіт)
Боцьвінка (пол. Boćwinka, нім. Neu Freudenthal) — село в Польщі, у гміні Круклянки Гіжицького повіту Вармінсько-Мазурського воєводства.
Населення — 200 осіб (2011).
У 1975-1998 роках село належало до Сувальського воєводства.

## Демографія
Демографічна структура станом на 31 березня 2011 року:
|          | Загалом | Допрацездатний вік | Працездатний вік | Постпрацездатний вік |
| -------- | ------- | ------------------ | ---------------- | -------------------- |
| Чоловіки | 106     | 25                 | 76               | 5                    |
| Жінки    | 94      | 19                 | 61               | 14                   |
| Разом    | 200     | 44                 | 137              | 19                   |